# 양춘근
양춘근(梁春根, 1924년 7월 20일 ~ 2014년 7월 4일)은 대한민국의 제5대 국회의원이다. 본관은 남원.

## 학력
- 대한민국 육군사관학교 2기
- 청주대학교 법학부 학사
- 대한민국 육군보병학교 졸업
- 대한민국 육군대학 졸업

## 경력

### 국회의원 이외 경력
- 육군 보병 13연대2대대장
- 육군 보병 8사단 16연대장
- 전북지구병사구사령부 참모장
- 육군 대령 예편(1959년)
- 신한영주택관리주식회사 대표 회장
- 사단법인 한국공동주택전문관리협회 회장

### 국회의원 경력
- 대한민국의 제5대 참의원 : 무소속(전라북도 제2부)